# Boreas
Boreas (Βορέας) er nordenvinden i den græske mytologi, og han bringer vinter.
Iflg. Hesiod var hans forældre Eos og Aiolos, og hans brødre (også vinde) er Zefyr, Notos og Euros.